# Doliomalus cimicoides
Doliomalus cimicoides är en spindelart som först beskrevs av Hercule Nicolet 1849.  Doliomalus cimicoides ingår i släktet Doliomalus och familjen Trochanteriidae. Inga underarter finns listade i Catalogue of Life.